# Мургук
Мургук — село в Сергокалинском районе Дагестана.
Образует сельское поселение село Мургук как единственный населённый пункт в его составе.

## Географическое поселение
Расположено в 80 км к югу от Махачкалы возле реки Кумашарт.

## Население
| 1888  | 1895  | 1926  | 1939  | 1959  | 1970  | 1989  |
| ----- | ----- | ----- | ----- | ----- | ----- | ----- |
| 1150  | ↘1085 | ↘876  | ↗909  | ↘838  | ↗1068 | ↗1110 |
| 2002  | 2010  | 2012  | 2013  | 2014  | 2015  | 2016  |
| ↗1951 | ↘1654 | ↗1688 | ↗1700 | ↗1713 | ↗1717 | ↗1724 |
| 2017  | 2018  | 2019  | 2020  | 2021  | 2023  | 2024  |
| ↘1708 | ↗1710 | ↗1720 | ↗1726 | ↘1631 | ↗1632 | ↗1652 |
| 2025  |       |       |       |       |       |       |
| ↗1664 |       |       |       |       |       |       |

## Название
Согласно преданию, название села возникло от имени девочки по имени Мургук. Один житель селения Башлы разошелся с женой, от которой у них была дочка. Она с отцом осталась в Башлы. Дорога, по которой она ходила в соседнее селение к матери, получила название «Мургук ел» («Путь Мургук»). Позже на этом месте было построили селение и от названия дороги и местности оно стало называться Мургук. Когда селение было перенесено на другую гору название было сохранено.

## История
Посетивший в 1873 году Мургук русский исследователь Владимир Вилльер де Лиль-Адам писал:
Кустарникъ, по мѣрѣ приближенія къ Мургуху, становится гуще, и чаще попадаются старыя деревья. Мѣстность эта чрезвычайно богата оленями и турами, есть даже и медвѣди. Мургухъ (или Мургуши) лежитъ въ живописной долинѣ съ довольно крутыми скатами у рѣки того-же имени. Мургушинскiя женщины носятъ бешметы, вмѣсто рубахъ, составляющихъ женскій костюмъ по всему Даргинскому округу